# Klavierharfe

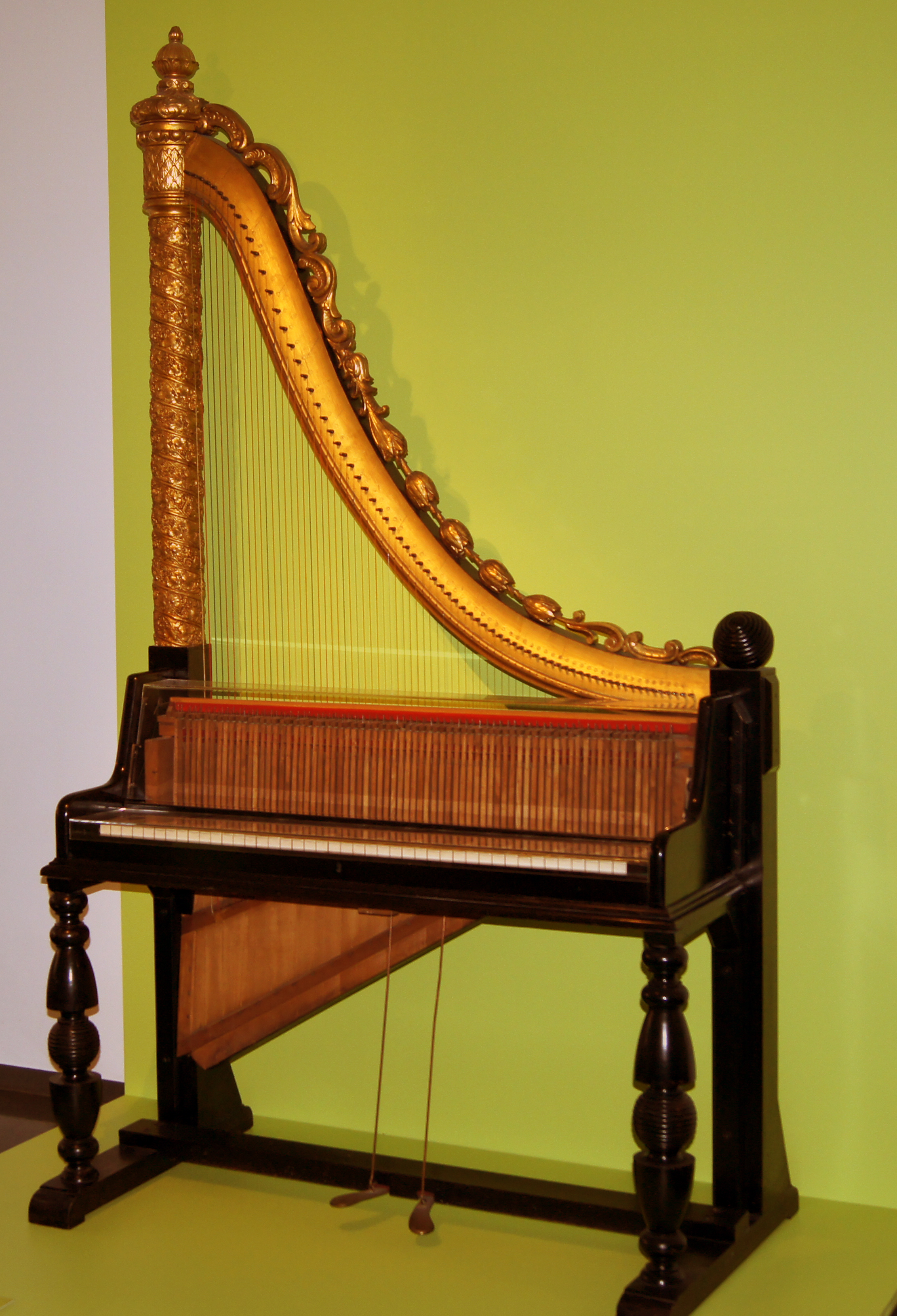
Klavierharfe, vermutlich Ignaz Lutz, Wien 1891

Die Klavierharfe (auch Harfenklavier, englisch claviharp oder harp-piano, französisch clavi-harpe) ist eine historische Bauform einer Harfe, deren Saiten durch  eine  Klaviatur mittels Stiften angerissen werden. Sie ist damit ein Zwitter zwischen Pianoforte und Harfe, mit dem man einerseits den Harfenklang erhalten und andererseits die Spielbarkeit mit einer Klaviatur erleichtern wollte.
Erwähnungen von Klavierharfen finden sich seit dem 17. Jahrhundert. Belegt sind die Entwicklungen von Klavierharfen durch den württembergische Organisten Joh. Kurtz im Jahr 1681 sowie Ant. Berger 1719 in Grenoble. Ein Patent einer Klavierharfe findet sich 1813 in London unter dem  Namen Clavilyr von Bateman. Das Instrument fand aber zunächst keine weitere Verbreitung. Deshalb wird oft Johann Christian Dietz in Paris fälschlicherweise als Erfinder der Klavierharfe bezeichnet. Er ließ seine Erfindung am 18. Februar 1814 schützen und sein Familienbetrieb setzte den Bau von Klavierharfen über mehrere Generationen hin fort. Weitere Bauer von Klavierharfen waren Elias in Stuttgart (1884), Rudolf Grimm in Mailand (1884), Caldera und Racca in Turin und Ignatz Lutz in Wien (1891). Das Instrument konnte sich aber nicht durchsetzen. Die Instrumente wurden unter unterschiedlichen Bezeichnungen herausgebracht: So bezeichnete Caldera seine Klavierharfe als Calderarpa, Beale in London (Cramer. Addington & Beale) wählte den Namen Euphonikon für seine 1842 gebaute Klavierharfe von 1842, deren Besonderheit ein dreifacher Resonanzboden war sowie oben offen heraustretende Basssaiten und ein größerer Tonumfang von sieben Oktaven. Seit dem Ende des 19. Jahrhunderts wurden keine Instrumente dieser Art mehr gebaut.
Ein erhaltenes Exemplar einer Klavierharfe von Johann Christian (III) Dietz findet sich im Museum für Musikinstrumente der Universität Leipzig. Weitere Instrumente befinden sich im Landesmuseum Württemberg in Stuttgart (s. Bild oben) und im Musikinstrumentenmuseum (Brüssel).

## Bildergalerie

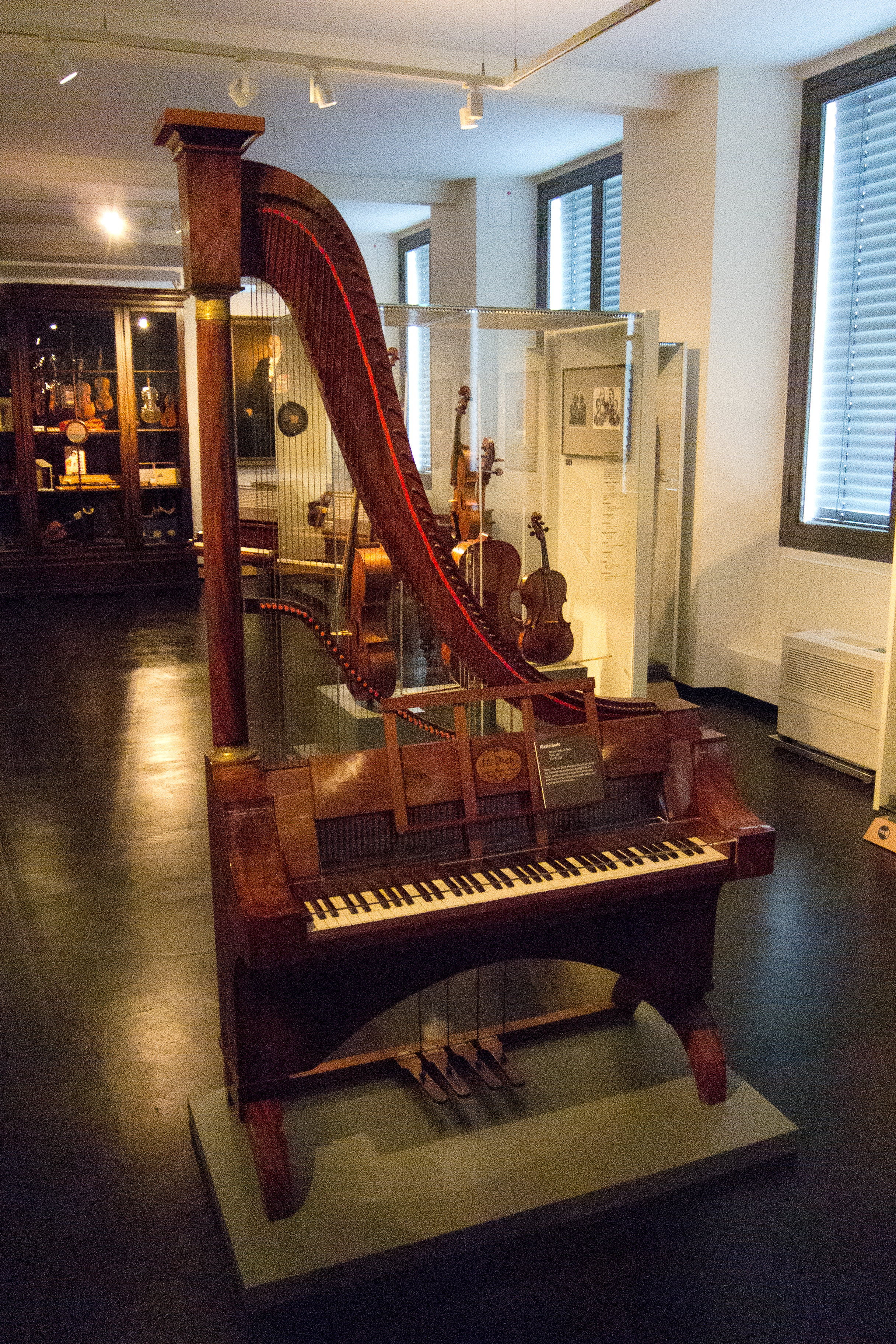
Klavierharfe von Dietz, Universität Leipzig, vor 1910
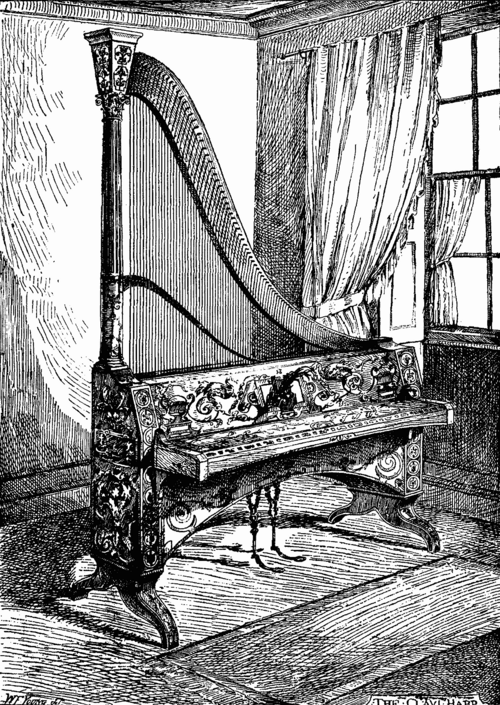
Klavierharfe, 1891
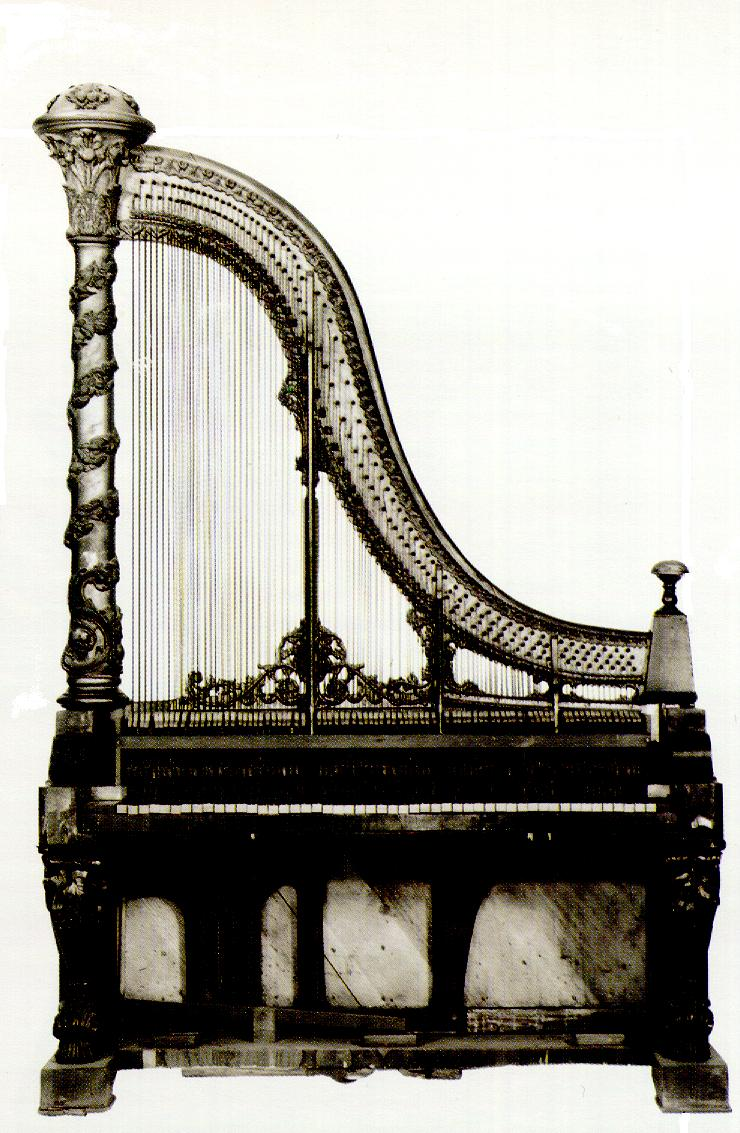
Klavierharfe